# 739
Évszázadok: 7. század – 8. század – 9. század
Évtizedek: 680-as évek – 690-es évek – 700-as évek – 710-es évek – 720-as évek – 730-as évek – 740-es évek – 750-es évek – 760-as évek – 770-es évek – 780-as évek
Évek: 734 – 735 – 736 – 737 –  738 – 739 – 740 – 741 – 742 – 743 – 744

## Események

### Európa
- Liutprand longobárd király megújítja támadásait a bizánci Ravennai Exarchátus ellen, elfoglalja és kifosztja Ravennát. Utasítja vazallusát, II. Thrasimund spoletói herceget, hogy dúlja fel a Római Hercegség területét. Thrasimund ezt megtagadja, arra hivatkozva hogy békeszerződést kötött a pápával. Liutprand erre elfoglalja Spoletót és Hildericet ülteti a hercegi székbe. Thrasimund III. Gergely pápához menekül, mire a longobárd király maga kezdi el elfoglalni a Római Hercegség városait. A szorult helyzetbe került pápa Martell Károly frank majordomustól kér segítséget. Bár Károly nem ígér katonai támogatást, Liutprand (a seregében pusztító járvány miatt is) visszavonul Paviába.
- Meghal Gregorius, Benevento hercege (Liutprand unokaöccse). Utóda - a király jóváhagyása nélkül - Godescalc.
- Liutprand leváltja Pemmo friuli herceget, mert az bebörtönözte Callistus aquileiai pátriárkát. Helyére fia, Ratchis kerül.
- Martell Károly Provance-ba vezet hadjáratot a muszlimok, illetve az oldalukra átállt lázadó Maurontus herceg ellen. Károly öccse, Childebrand elfoglalja Marseille-t, a herceg székhelyét, Maurontus pedig az Alpokba menekül.
- Egy vadászat során egy medve megöli Favila asztúriai királyt. Utódja sógora, Alfonso.
- Odilo bajor herceg támogatásával Bonifatius érsek megalapítja a regensburgi, a passaui, a fresingi, a salzburgi és neuburgi (ez később megszűnt) püspökségeket.

## Halálozások
- Favila, asztúriai király
- Willibrord, angolszász hittérítő

## Fordítás
- Ez a szócikk részben vagy egészben  a(z)   739 című angol Wikipédia-szócikk ezen változatának fordításán alapul.  Az eredeti cikk szerkesztőit annak laptörténete sorolja fel. Ez a jelzés csupán a megfogalmazás eredetét és a szerzői jogokat jelzi, nem szolgál a cikkben szereplő információk forrásmegjelöléseként.